# BLU-82

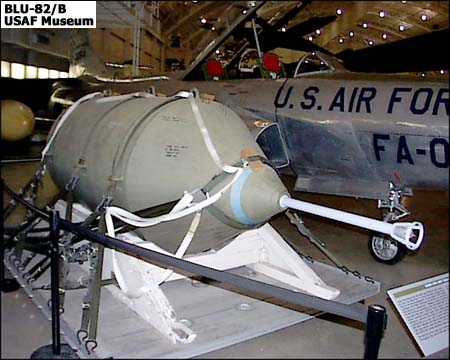
Một quả bom 15.000 lb BLU-82/B được trưng bày ở Bảo tàng Quốc gia của Không quân Hoa Kỳ

BLU-82B/C-130 là một loại bom phát quang, thông thường, có khối lượng 15.000 pound (6800 kg), được thả từ máy bay MC-130. Ban đầu nó được thiết kế để phát quang, tạo ra một vùng trống trong các cánh rừng ở Việt Nam, nó cũng từng được sử dụng ở Afghanistan như một loại vũ khí chống người và có tác dụng răn đe do bán kính sát thương rất lớn của nó (từ 300 đến 900 foot tùy theo từng trường hợp) kết hợp với anh sáng chói và âm thanh lớn có thể nghe được từ khoảng cách xa. Nó là loại bom thường lớn nhất trong vài thập kỷ. Hiện nay, loại bom thường lớn nhất là GBU-43 Massive Ordnance Air Blast bomb, chứa 18.700 pound (8470 kg) thuốc nổ, mặc dù cả hai loại này còn thua xa so về khối lượng và kích thước so với loại bom động đất T12 Cloud Maker được phát triển từ bom Grand Slam bomb của Anh trong Chiến tranh thế giới thứ hai. T12 có khối lượng 43.600 pound, khoảng gần 20 tấn.
Độ cao nhỏ nhất khi ném loại bom này mà máy bay không bị ảnh hưởng bởi các mảnh văng từ vụ nổ của quả bom là 6.000 foot (1.800 m). Quả bom chứa 12.600 pound (5.700 kg) thuốc nổ (hỗn hợp của ammonium nitrat, bột nhôm và một loại nhựa polystyrene), nổ cách mặt đất 965mm. Khi nổ ở khoảng cách đó, nếu thuận lợi, nó chỉ phá hủy các cây cối trên mặt đất mà không khoan sâu xuống đất tạo ra hố bom.
Mẫu BLU-82 ban đầu để phát quang một vùng đất cho việc cất hạ cánh các máy bay trực thăng và để đặt các ụ pháo ở Việt Nam. Tuy nhiên, tại trận Xuân Lộc trong những ngày cuối cùng của Chiến tranh Việt Nam, các máy bay Quân lực Việt Nam Cộng hòa đã thả hai quả bom BLU-82 xuống đội hình của Quân đội Nhân dân Việt Nam. Mười một quả BLU-82 cũng được thả xuống trong Chiến tranh Vùng Vịnh năm 1991, tất cả đều được thả từ các chuyên cơ C-130. Các quả bom thả lúc đầu được cho là để kiểm tra khả năng, độ tin cậy của loại bom này cho việc rà phá hay chọc thủng các bãi mìn;. Sau đó, các quả bom được thả chủ yếu cho mục đích gây ảnh hưởng về tâm lý và hiệu quả sát thương của chúng . Không quân Hoa Kỳ cũng đã thả một số quả BLU-82 trong chiến dịch phá hủy các mạng lưới khủng bố Taliban và al-Qaeda ở Afghanistan.